# Mola (arte têxtil)

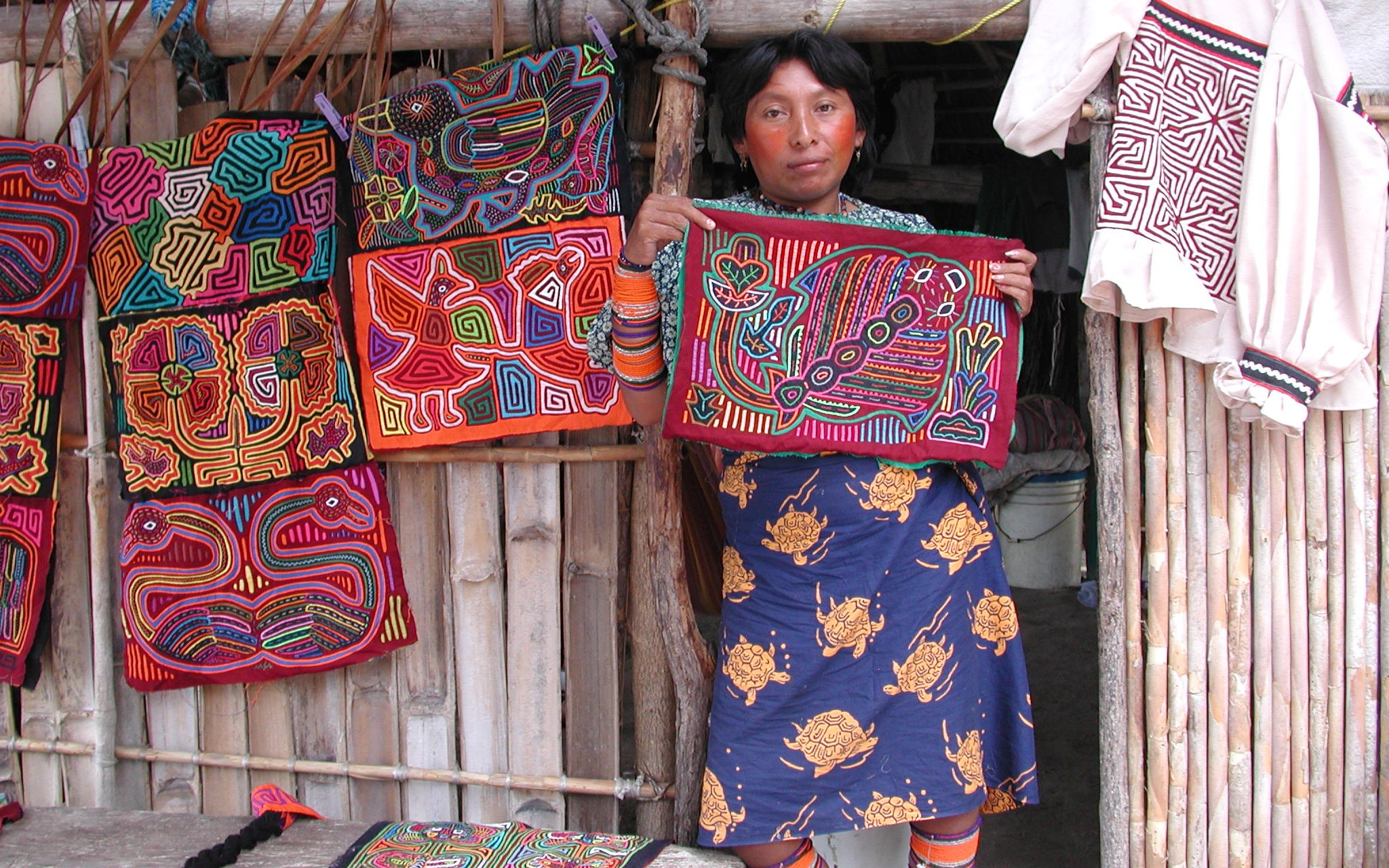
Uma mulher cuna exibe uma seleção de molas à venda em sua casa nas Ilhas San Blas.

A mola, ou mor, (plural molakana ou molas) é uma forma de arte tradicionalmente produzida pelas mulheres ameríndias cuna (exônimo) ou tule (endônimo), pessoas que vivem, em sua maior parte, no território autônomo de Kuna Yala, no Panamá. Outros pequenos grupos de cunas vivem na Região de Darién (no Panamá), e na foz do rio Atrato (na Colômbia). As molas são os plastrões e babadores das túnicas que as mulheres tule usam diariamente. Eles são feitos de várias camadas de tecidos de diferentes cores montadas por costura: estes tecidos são então cortados com uma tesoura para formar desenhos, pelo diferencial de cores.

## Descrição

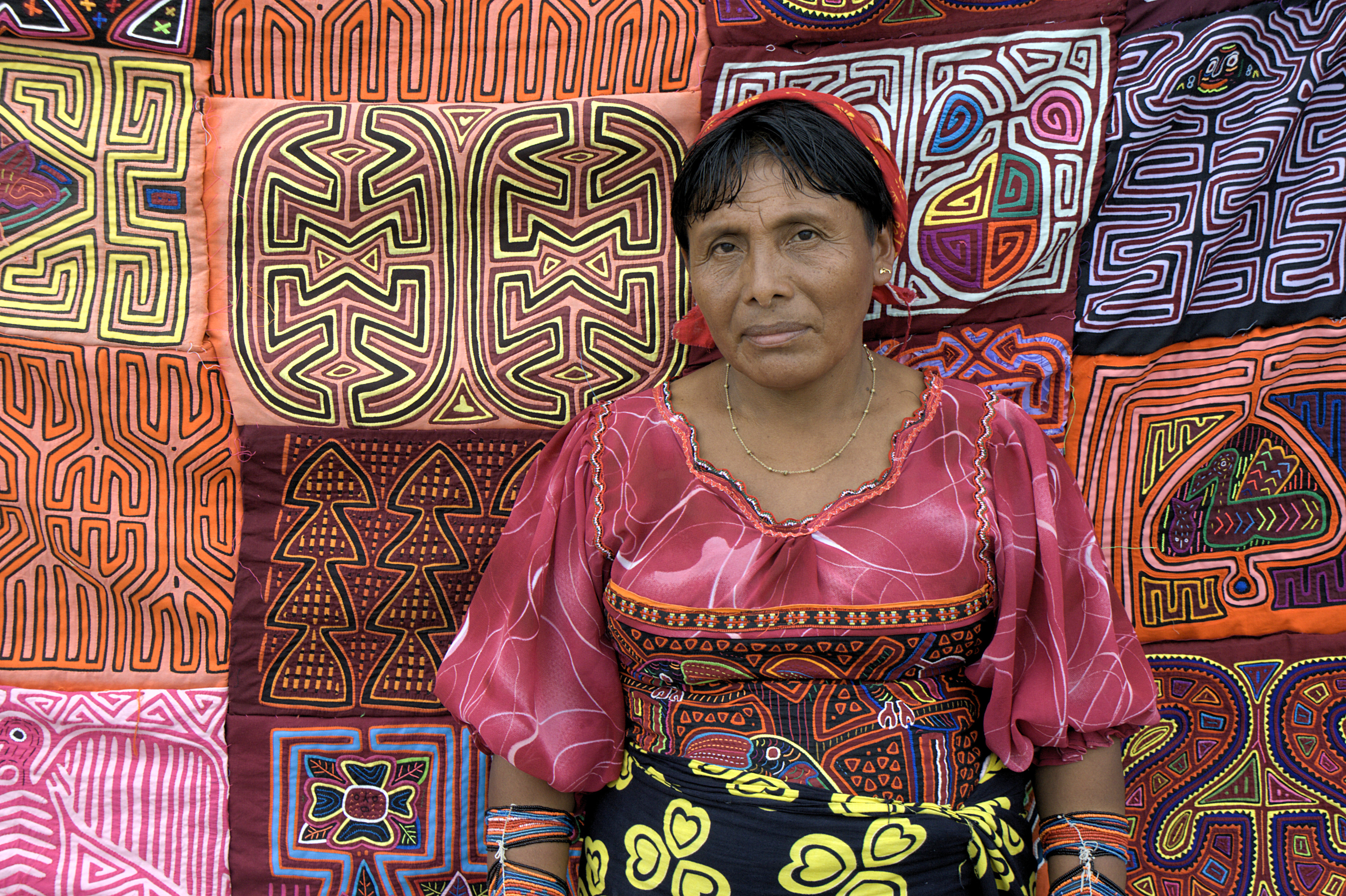
Mulher cuna vendendo molas na Cidade do Panamá

Na língua cuna (dulegaya), mola significa "roupa" ou "blusa". O traje completo tradicionalmente inclui uma saia (em dulegaya: saburet), um lenço para a cabeça vermelha e amarela (musue), mangas para os braços e pernas (wini), um anel de ouro no nariz (ondau), e brincos, além de uma blusa (dulemor).  As molas não podem ser consideradas uma forma de tecelagem porque são, desde o começo, feitas com tecidos já tecidos (hoje de origem industrial). É acima de tudo uma arte feminina, embora alguns homens também a pratiquem.
As molas usam uma infinidade de designs diferentes. Os desenhos de molas mais tradicionais foram criados a partir das formas antigas desenhadas nos corpos. Eles são caracterizados por formas geométricas, símbolos abstratos e as cores tradicionais são vermelho, preto e laranja. Estes desenhos são muitas vezes inspirados em temas tradicionais da natureza, ou lendas e cultura cuna. Os desenhos mais típicos são os de animais ou plantas, montanhas, arco-íris ou olazus (o anel de nariz usado pelos cunas).
No entanto, os artistas muitas vezes são liberais com a escolha de temas e usam símbolos modernos, como cartazes políticos, logotipos ou imagens de livros e revistas. A suástica, um antigo signo que o povo Kunaqui costumava usar como símbolo, foi adotada na bandeira Kuna Yala em 1925; entretanto, é frequentemente modificada para não ser confundido com o símbolo do nazismo.
Molas feitas para os turistas usam uma ampla gama de cores, incluindo azul (que não é usado em projetos tradicionais). Os desenhos dessas molas são menos abstratos, representando mais diretamente pássaros, flores, ou até personagens de desenhos animados.
Uma mola típica tem cerca de 30 a 35 cm por 35 a 40 cm.
As molas menores são muitas vezes feitas para venda aos turistas. As molas são feitos à mão (e às vezes até à mão livre, sem molde), o que as torna únicas. No entanto, molas são geralmente feitas em pares, para a parte da frente e de trás do traje. Esses pares geralmente compartilham um estilo ou tema comum. Elas são vendidas em pares ou individualmente.
A qualidade de uma mola é determinada por fatores como
- o número de camadas
- espessura da costura
- uniformidade e largura dos recortes
- adição de detalhes como bordas em zigue-zague, treliças ou bordados
- mérito artístico geral do design e combinação de cores.

Os painéis mola têm muitos usos. Elas podem ser enquadradas como arte ou feitas em travesseiros, colchonetes ou tapeçarias. Algumas pessoas até as transformam em colchas ou as incorporam em projetos de tapeçarias. As molas normalmente são muito resistentes e bem costuradas. As molas autênticas já foram lavadas muitas vezes e podem ser lavadas à mão com segurança em água morna.

## História

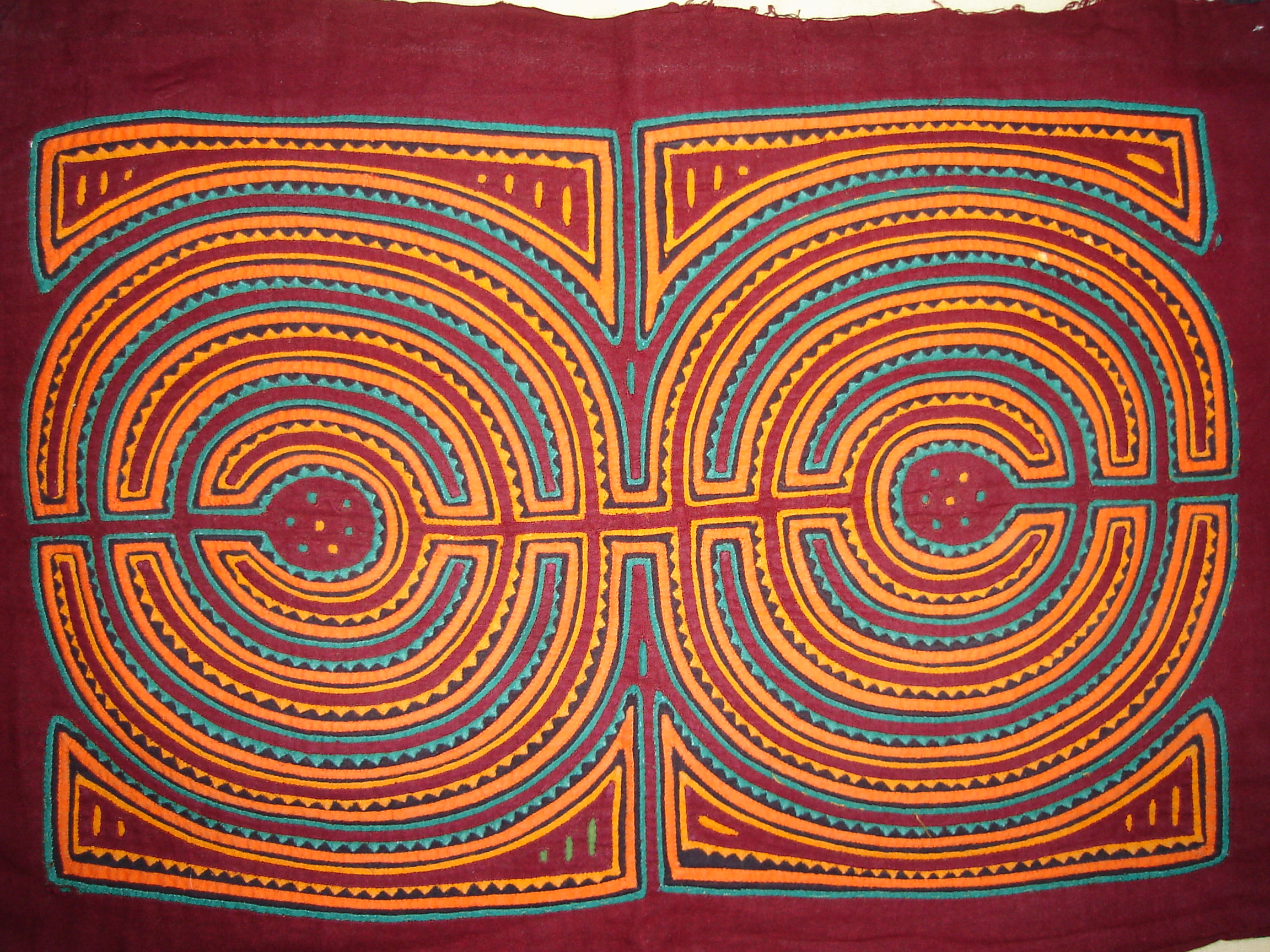
Esta mola tradicional representa o olasu, um anel de nariz usado pelas mulheres cuna.

A mola originou-se da tradição das mulheres cuna de pintarem seus corpos com desenhos geométricos, utilizando cores naturais disponíveis; com o passar do tempo, esses mesmos desenhos foram tecidos em algodão e, mais tarde ainda, costurados com tecidos comprados dos colonos europeus do Panamá.
Até o final da Segunda Guerra Mundial, as molas eram produzidas apenas para o uso pessoal da mulher que a produzia. Desde então, e especialmente desde a década de 1980, as molas feitas à mão passaram a ser fabricadas para serem vendidas a turistas que passavam por Kuna Yala, ou para revendedores que as comercializavam em lojas especializadas na América do Norte. Europa e Japão. No entanto, os colecionadores se concentram na compra de molas não comerciais, cuja carga emocional e artística permanece insuperável. Na França, o museu de La-Roque-d'Anthéron (Bocas do Ródano) tem uma mostra permanentemente de centenas de molas não-comerciais.
Além de sua inspiração geométrica, nos últimos 50 anos os cuna começaram a criar desenhos realistas e abstratos de flores, animais, pássaros e mar.
Dependendo da tradição de cada ilha de Kuna Yala, as mulheres cuna começam a fazer molas quando chegam à puberdade, outras muito mais cedo. As mulheres deste grupo étnico que preferem se vestir de maneira ocidental são uma minoria. As molas são de grande importância para os cuna, pois são uma das principais obras de arte de sua tradição e cultura, além de serem uma peça muito comprada como souvenir pelos que visitam o istmo.

## Construção

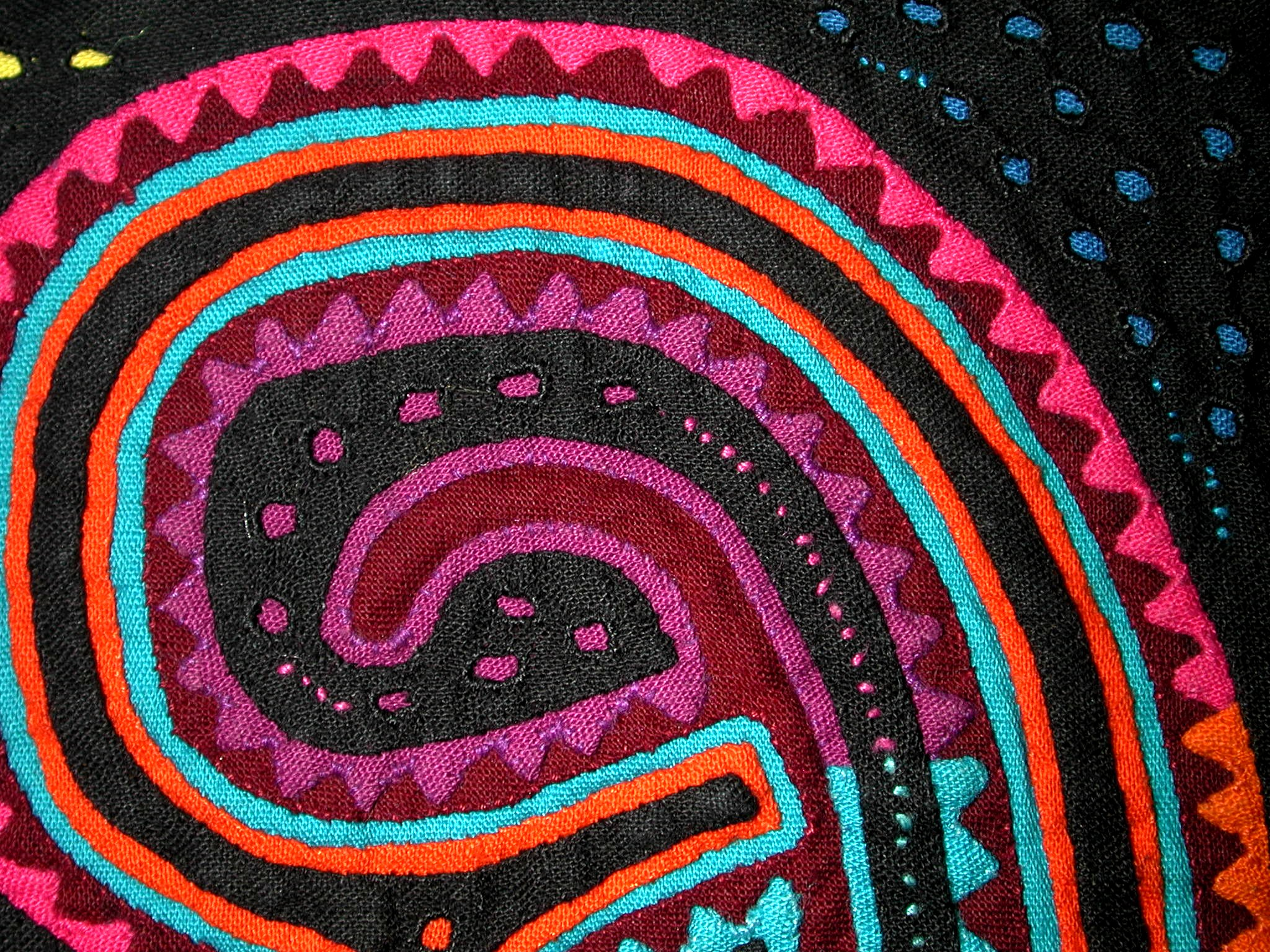
Nesta mola de Venancio Restrepo é possível ver a estratificação das diferentes cores do pano e a costura fina envolvida.

As molas são feitas à mão com uma técnica aplicada no avesso do tecido. Vários pedaços de algodão (geralmente dois ou sete) de cores diferentes são costurados juntos; a forma final é criada cortando as diferentes peças de tecido. Os pedaços de tecido assim cortados são costurados no avesso; as molas de qualidade muito alta são costuradas muito finamente, com pequenas agulhas.
O maior padrão é normalmente cortado da camada superior e padrões progressivamente menores de cada camada subsequente, revelando as cores abaixo em camadas sucessivas. Esse esquema básico pode ser variado cortando várias camadas de uma só vez, variando, portanto, a sequência de cores; alguns molas também incorporam manchas de cores contrastantes, incluídas no design em certos pontos para introduzir variações adicionais de cor.
Molas variam muito em qualidade, e os preços variam de acordo. Um maior número de camadas é geralmente um sinal de maior qualidade; molas de duas camadas são comuns, mas exemplos com quatro ou mais camadas exigirão um preço maior. A qualidade da costura também é um fator, com a costura nas melhores molas perto do invisível. Embora algumas molas dependam do bordado em algum grau para melhorar o design, aqueles que são feitos usando apenas a técnica de aplicação reversa pura (ou quase) são considerados melhores.
Quando as mulheres cuna se cansam de uma determinada blusa, elas a desmontam e vendem as molas para os colecionadores, por isso elas são frequentemente encontradas para venda com sinais de uso, como marcas de pontos ao redor das bordas; tais imperfeições indicam que a mola foi feita para uso, e não simplesmente para venda a turistas. Uma mola pode levar de duas semanas a seis meses para ser feita, dependendo da complexidade do projeto.

## As molas na cultura cuna

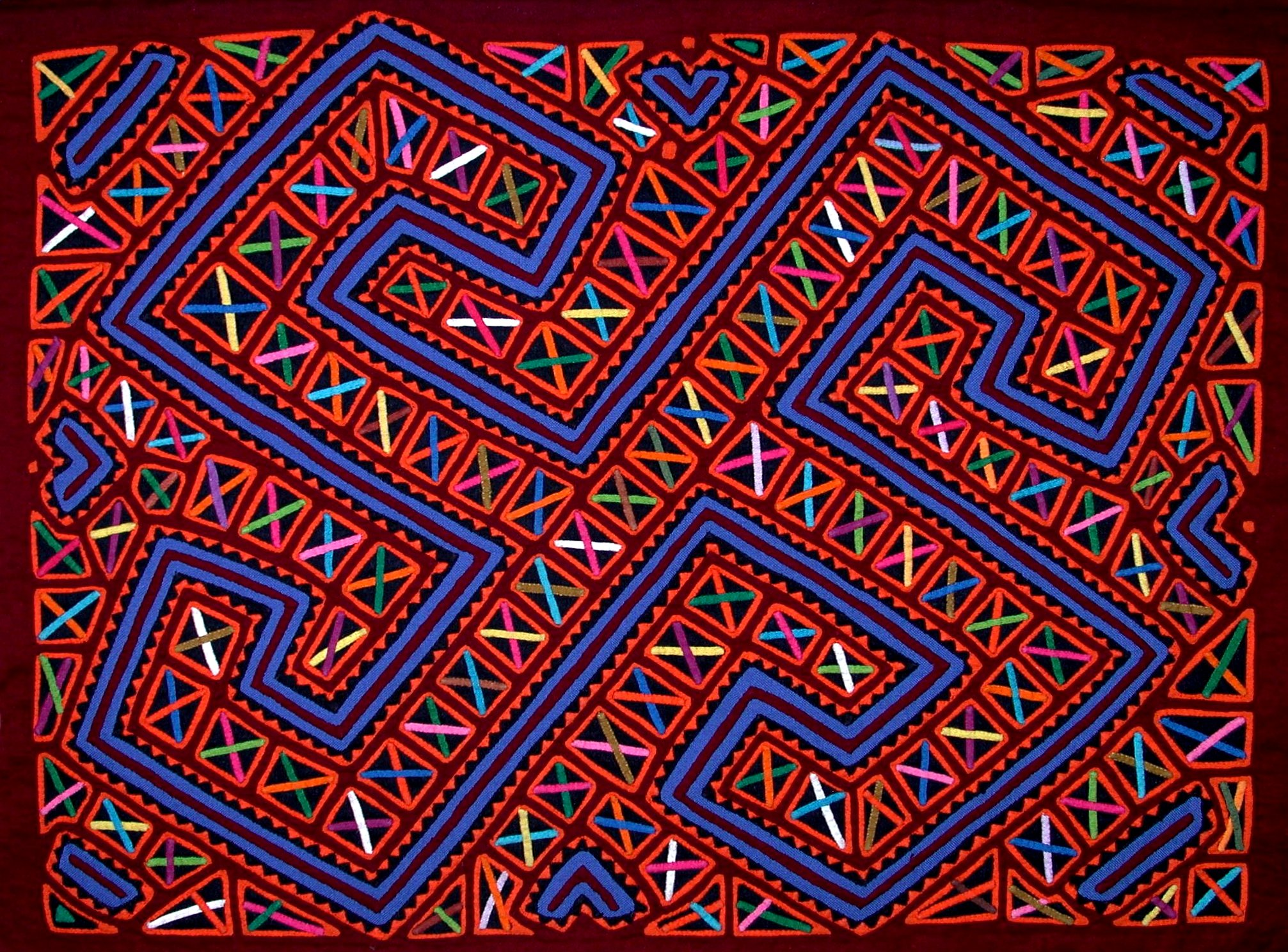
Uma mola feita nas Ilhas San Blas do Panamá pelo mestre fabricante de molas Venancio Restrepo. O estilo é tradicional, mas o design é baseado na bandeira cuna.

As molas ocupam um lugar importante na sociedade cuna, uma vez que originalmente elas vêm dos trajes femininos tradicionais. No entanto, nos últimos anos, as molas se tornaram uma importante fonte de renda, trazendo moedas estrangeiras para esse povo. Muitas mulheres em Kuna Yala são artistas para a criação de molas, e o dinheiro que ganham fortalece sua posição na sociedade cuna. A capacidade de criar uma excelente mola é também uma fonte de status entre as mulheres cuna.
As molas têm tanta importância para o povo cuna e sua identidade tradicional que podem ser consideradas responsáveis pelo status autônomo da comarca de Kuna Yala. Após a tentativa do governo panamenho de "ocidentalizar" os cuna no início do século XX, proibindo seus costumes, sua língua e sua vestimenta tradicional, surgiu uma enorme onda de resistência. Este movimento de resistência culminou na Revolução Cuna de 1925, onde, após pesadas batalhas, o governo panamenho deu a esse povo o direito de governar seu próprio território de forma autônoma.